# Grantjärnen (Råneå socken, Norrbotten)
Grantjärnen är en sjö i Bodens kommun i Norrbotten och ingår i Råneälvens huvudavrinningsområde. Grantjärnen ligger i Råneälven Natura 2000-område.